# Rząd Felicjana Sławoja Składkowskiego

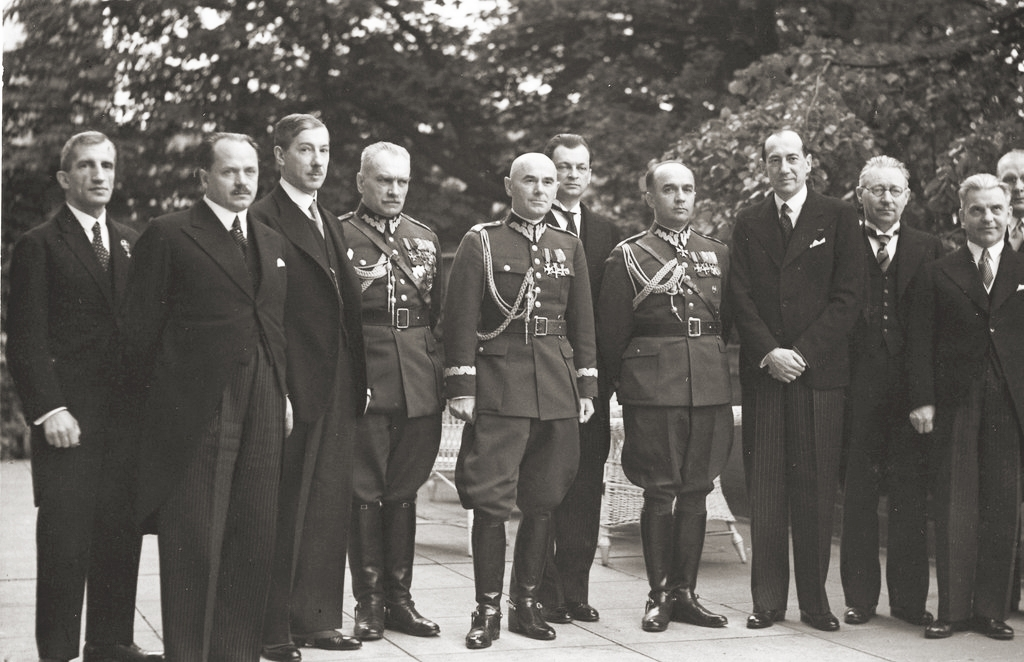
Rząd Felicjana Sławoja Składkowskiego z Edwardem Śmigłym-Rydzem po zaprzysiężeniu.

Rząd Felicjana Sławoja Składkowskiego – gabinet pod kierownictwem premiera Felicjana Sławoja Składkowskiego, powołany 16 maja 1936 roku przez prezydenta RP Ignacego Mościckiego po dymisji rządu Mariana Zyndrama-Kościałkowskiego. Był efektem kompromisu politycznego prezydenta i Edwarda Rydza-Śmigłego. Siedmiu z jedenastu członków tego rządu było żołnierzami Legionów Polskich i członkami Polskiej Organizacji Wojskowej: Składkowski, Kaliński, Kasprzycki, Kwiatkowski, Poniatowski, Ulrych i Zyndram-Kościałkowski. 23 czerwca 1937, ze względu na trwający konflikt wawelski, Składkowski demonstracyjnie złożył dymisję swojego rządu, która nie została jednak przyjęta przez Prezydenta RP Ignacego Mościckiego.
Rząd ustąpił 30 września 1939 roku. Był to ostatni rząd II Rzeczypospolitej rezydujący w Warszawie.

## Rada Ministrów Felicjana Sławoja Składkowskiego (1936–1939)
| Funkcja                                          | Zdjęcie | Imię i nazwisko              | Przynależność partyjna       | okres urzędowania                          |
| ------------------------------------------------ | ------- | ---------------------------- | ---------------------------- | ------------------------------------------ |
| Prezes Rady Ministrów                            |         | Felicjan Sławoj Składkowski  | Obóz Zjednoczenia Narodowego | 16 maja 1936(dts) 30 września 1939(dts)    |
| Wiceprezes Rady Ministrów                        |         | Eugeniusz Kwiatkowski        | Obóz Zjednoczenia Narodowego | 16 maja 1936(dts) 30 września 1939(dts)    |
| Ministerstwo Komunikacji                         |         | Juliusz Ulrych               | Obóz Zjednoczenia Narodowego | 16 maja 1936(dts) 30 września 1939(dts)    |
| Min. Poczt i Telegrafów                          |         | Emil Kaliński                | Obóz Zjednoczenia Narodowego | 16 maja 1936(dts) 30 września 1939(dts)    |
| Min. Opieki Społecznej                           |         | Marian Zyndram-Kościałkowski | Obóz Zjednoczenia Narodowego | 16 maja 1936(dts) 30 września 1939(dts)    |
| Min. Przemysłu i Handlu                          |         | Antoni Roman                 | Obóz Zjednoczenia Narodowego | 16 maja 1936(dts) 30 września 1939(dts)    |
| Min. Rolnictwa i Reform Rolnych                  |         | Juliusz Poniatowski          | Obóz Zjednoczenia Narodowego | 16 maja 1936(dts) 30 września 1939(dts)    |
| Min. Skarbu                                      |         | Eugeniusz Kwiatkowski        | Obóz Zjednoczenia Narodowego | 16 maja 1936(dts) 30 września 1939(dts)    |
| Min. Spraw Wewnętrznych                          |         | Felicjan Sławoj Składkowski  | Obóz Zjednoczenia Narodowego | 16 maja 1936(dts) 30 września 1939(dts)    |
| Min. Spraw Wojskowych                            |         | Tadeusz Kasprzycki           | bezpartyjny                  | 16 maja 1936(dts) 30 września 1939(dts)    |
| Min. Spraw Zagranicznych                         |         | Józef Beck                   | bezpartyjny                  | 16 maja 1936(dts) 30 września 1939(dts)    |
| Min. Sprawiedliwości                             |         | Witold Grabowski             | Obóz Zjednoczenia Narodowego | 16 maja 1936(dts) 30 września 1939(dts)    |
| Min. Wyznań Religijnych i Oświecenia Publicznego |         | Wojciech Świętosławski       |                              | 16 maja 1936(dts) 30 września 1939(dts)    |
| Minister główny komisarz cywilny                 |         | Wacław Kostek-Biernacki      |                              | 2 września 1939(dts) 30 września 1939(dts) |
| Minister koordynacji gospodarki wojennej         |         | Kazimierz Sosnkowski         | bezpartyjny                  | 3 września 1939(dts) 30 września 1939(dts) |
| Minister propagandy                              |         | Michał Grażyński             | Obóz Zjednoczenia Narodowego | 5 września 1939(dts) 30 września 1939(dts) |

## W dniu zaprzysiężenia 16 maja 1936
- Sławoj Składkowski – prezes Rady Ministrów, minister spraw wewnętrznych
- Eugeniusz Kwiatkowski – wiceprezes Rady Ministrów, minister skarbu
- Józef Beck – minister spraw zagranicznych
- Witold Grabowski – minister sprawiedliwości
- Emil Kaliński – minister poczt i telegrafów
- Tadeusz Kasprzycki – minister spraw wojskowych
- Juliusz Poniatowski – minister rolnictwa i reform rolnych
- Antoni Roman – minister przemysłu i handlu
- Wojciech Świętosławski – minister wyznań religijnych i oświecenia publicznego
- Juliusz Ulrych – minister komunikacji
- Marian Zyndram-Kościałkowski – minister opieki społecznej

## Zmiany w składzie Rady Ministrów
- 2 września 1939
  - Powołanie:
    - Wacława Kostka-Biernackiego na urząd ministra Głównego Komisarza Cywilnego[3].
- 3 września 1939
  - Powołanie:
    - Kazimierza Sosnkowskiego na urząd ministra koordynacji gospodarki wojennej[4].
- 5 września 1939
  - Powołanie:
    - Michała Grażyńskiego na urząd ministra propagandy[5].